# Холодно — гаряче
«Холодно — гаряче» (рос. «Холодно — горячо») — радянський телевізійний художній фільм, поставлений на кіностудії «Ленфільм» у 1971 році режисером Миколою Розанцевим. Телевізійна прем'єра фільму відбулася 8 березня 1972 року.

## Сюжет
Завідувачка бібліотеки, 29-річна мати-одиначка Віра Касаткіна (Олена Одинцова), погоджується допомогти 20-річному Володі Чижову (Платон Андрюшин) підготуватися до вступу в інститут. Вони починають багато часу проводити разом і закохуються один в одного. Сцени їх любові незабаром стають помітні оточуючим. Глузування і плітки змушують мати Віри різко виступити проти таких відносин. Однак Володя і Віра допомагають один одному, незважаючи на плітки оточуючих. І мораль оточуючих відступає перед їх любов'ю.

## У ролях
- Олена Одинцова —  завідувачка бібліотеки Віра Петрівна Касаткіна
- Платон Андрюшин —  Володя Чижов
- Лідія Штикан —  Єлизавета Олексіївна, мати Віри
- Інна Кондратьєва —  бібліотекар Людмила Яківна
- Валентина Владимирова —  прибиральниця в бібліотеці тітка Дуся (Євдокія Семенівна)
- Юлія Стадлер —  дочка Віри Юля
- Любов Тищенко —  бібліотекар Серафима
- Петро Шелохонов —  письменник Антон Григорович Подорожний
- Лілія Архіпова —  Лариса
- Герман Колушкін —  Вітя, друг Володі
- Євгенія Сабельникова —  Світа
- Станіслав Соколов —  приятель Володі
- Анатолій Столбов —  письменник-початківець
- Олександр Суснін —  п'яний відвідувач
- Ігор Озеров —  Ігор, чоловік Віри Касаткіної
- Валентина Пугачова —  сусідка
- Олена Тодорова —  студентка з подарунком
- Людмила Старіцина —  студентка з подарунком
- Володимир Карпенко —  чоловік Серафими
- Юрій Шепелев —  пасажир
- Валерій Нікітенко —  приятель з гітарою
- Тамара Тимофєєва —  сусідка

## Знімальна група
- Сценарій —  Наталія Рязанцева
- Режисер —  Микола Розанцев
- Оператор —  Микола Жилін
- Художник —  Андрій Вагін
- Композитор —  Микола Червінський
- Звукооператор —  Ірина Волкова